# Havanna

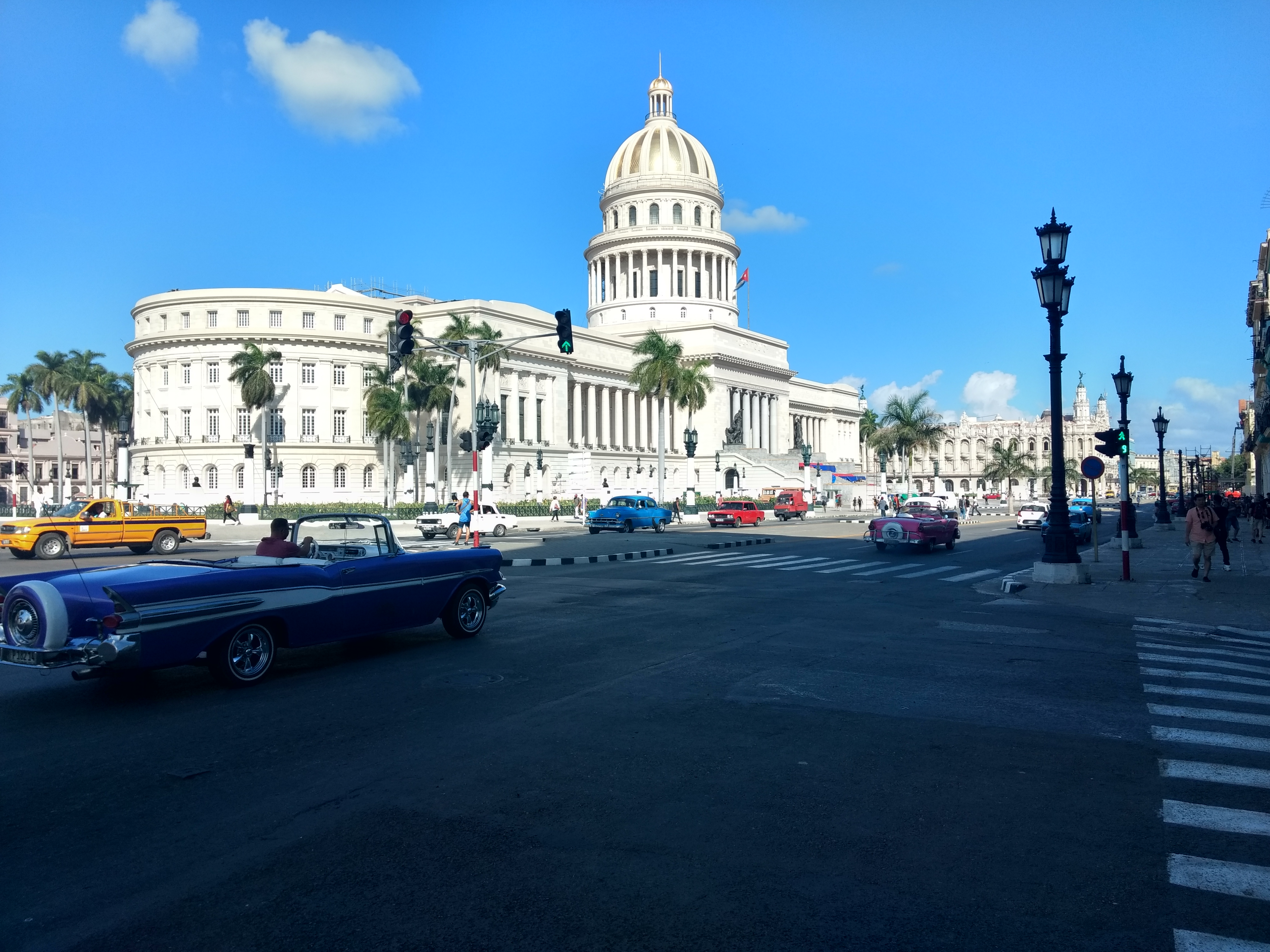
Capitolio Nacional de Cuba

Havanna (spanska: San Cristóbal de La Habana, oftast förkortat La Habana) är huvudstad i landet Kuba. Den hade 2 141 993 invånare i slutet av 2009, och är därmed landets största stad. Havanna stad ("Ciudad de la Habana") är en av Kubas provinser.
Gamla Havanna med befästningar blev 1982 uppsatt på Unescos världsarvslista.

## Historia
Conquistadoren Diego Velázquez de Cuéllar grundade Havanna 25 augusti 1515 på Kubas södra kust, nära den nuvarande staden Surgidero de Batabanó. Havanna flyttades till sin nuvarande plats 1519. Havanna var ursprungligen en handelshamn på grund av närheten till många råvarukällor i den spanska kolonialmaktens välde, och blev huvudstad i den spanska kolonin Kuba 1607, och den huvudsakliga hamnen för de spanska kolonierna i Amerika.
Havanna brändes av sjörövare 1538, och plundrades 1553 och 1555. 1762 tog Storbritannien staden i sjuårskriget, och öppnade en hamn för frihandel, och tog in tusentals slavar. När kriget var över bytte de staden mot Florida. Efter att ha tagit tillbaka staden gjorde spanjorerna den till Amerikas starkast befästa stad med många av den nya världens största fästningar.
På 1920-talet under förbudstiden i USA blev Havanna tillsammans med Montréal populära amerikanska semestermål. Uteställena överlevde förbudstidens slut men de flesta stängdes 1959 efter den kubanska revolutionen.

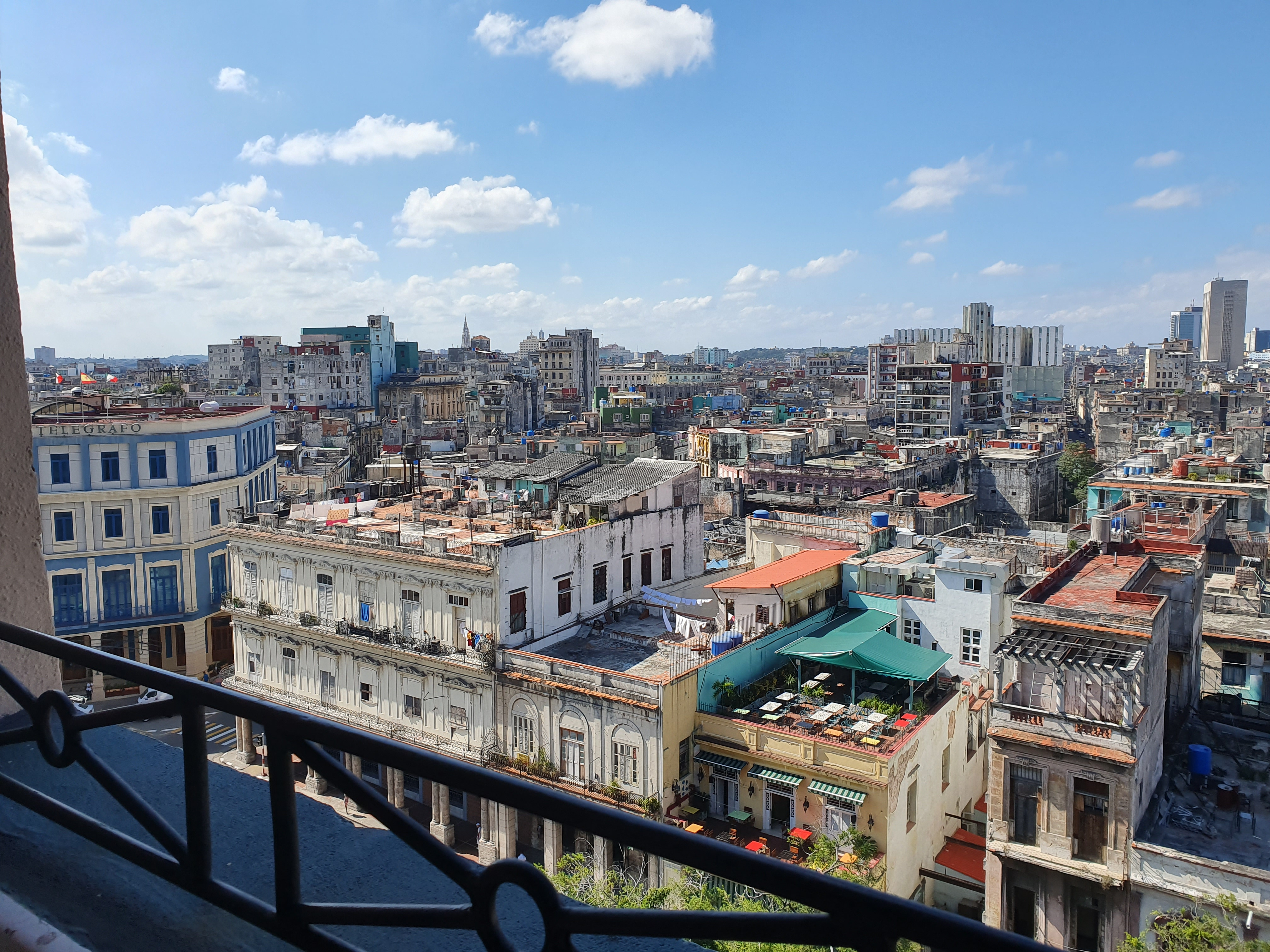
Havanna 2019

- Havanna 2019Se även: Kolonialregementet i Havanna

## Administrativ indelning

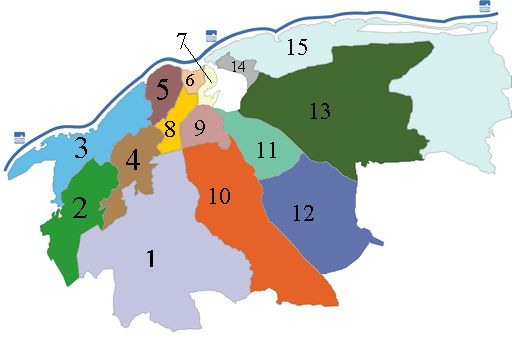
Karta över Havannas indelning.

Havanna är indelad i femton kommuner (spanska: municipios):
- (Numrering på kartan inom parentes)
- Arroyo Naranjo (10)
- Boyeros (1)
- Centro Habana (6)
- Cerro (8)
- Cotorro (12)
- Diez de Octubre (9)
- Guanabacoa (13)
- La Habana del Este (15)
- La Habana Vieja (7)
- La Lisa (2)
- Marianao (4)
- Playa (3)
- Plaza de la Revolución (5)
- Regla (14)
- San Miguel del Padrón (11)

Centro Habana är den mest tätbefolkade delen av Havanna, med 44 560 inv./km² i slutet av 2009. Guanabacoa var samtidigt minst tätbefolkad, med 876 inv./km².

## Klimat
Havanna har, såsom resten av Kuba, ett tropiskt klimat med regniga och torrare perioder. Ön ligger mitt i golfströmmens färdriktning vilket håller temperaturerna höga året runt, både i luften och i havet.
Normala temperaturer och nederbörd i Havanna:
|                                            | Jan | Feb | Mar | Apr | Maj | Jun | Jul | Aug | Sep | Okt | Nov | Dec |
| ------------------------------------------ | --- | --- | --- | --- | --- | --- | --- | --- | --- | --- | --- | --- |
| Normaldygnets maximitemperaturs medelvärde | 25  | 26  | 28  | 29  | 30  | 30  | 31  | 32  | 31  | 29  | 28  | 26  |
| Normaldygnets minimitemperaturs medelvärde | 18  | 19  | 20  | 21  | 22  | 23  | 24  | 24  | 24  | 23  | 21  | 19  |
|                                            |     |     |     |     |     |     |     |     |     |     |     |     |
| Nederbörd                                  | 64  | 69  | 46  | 54  | 98  | 182 | 106 | 100 | 144 | 180 | 88  | 58  |

| Diagram | temperaturer i °C • månadsnederbörd i mm • Källa: Hong Kong Observatory | temperaturer i °C • månadsnederbörd i mm • Källa: Hong Kong Observatory | temperaturer i °C • månadsnederbörd i mm • Källa: Hong Kong Observatory | temperaturer i °C • månadsnederbörd i mm • Källa: Hong Kong Observatory | temperaturer i °C • månadsnederbörd i mm • Källa: Hong Kong Observatory | temperaturer i °C • månadsnederbörd i mm • Källa: Hong Kong Observatory | temperaturer i °C • månadsnederbörd i mm • Källa: Hong Kong Observatory | temperaturer i °C • månadsnederbörd i mm • Källa: Hong Kong Observatory | temperaturer i °C • månadsnederbörd i mm • Källa: Hong Kong Observatory | temperaturer i °C • månadsnederbörd i mm • Källa: Hong Kong Observatory | temperaturer i °C • månadsnederbörd i mm • Källa: Hong Kong Observatory | temperaturer i °C • månadsnederbörd i mm • Källa: Hong Kong Observatory |
|         | 64 25 18                                                                | 69 26 19                                                                | 46 28 20                                                                | 54 29 21                                                                | 98 30 22                                                                | 182 30 23                                                               | 106 31 24                                                               | 100 32 24                                                               | 144 31 24                                                               | 180 29 23                                                               | 88 28 21                                                                | 58 26 19                                                                |

| Jan         | Feb         | Mar         | Apr         | Maj         | Jun         | Jul         | Aug         | Sep         | Okt         | Nov         | Dec         |
| ----------- | ----------- | ----------- | ----------- | ----------- | ----------- | ----------- | ----------- | ----------- | ----------- | ----------- | ----------- |
| 23 °C 72 °F | 23 °C 73 °F | 24 °C 75 °F | 26 °C 79 °F | 27 °C 81 °F | 28 °C 82 °F | 28 °C 82 °F | 28 °C 82 °F | 28 °C 82 °F | 27 °C 81 °F | 26 °C 79 °F | 24 °C 75 °F |

## Transporter

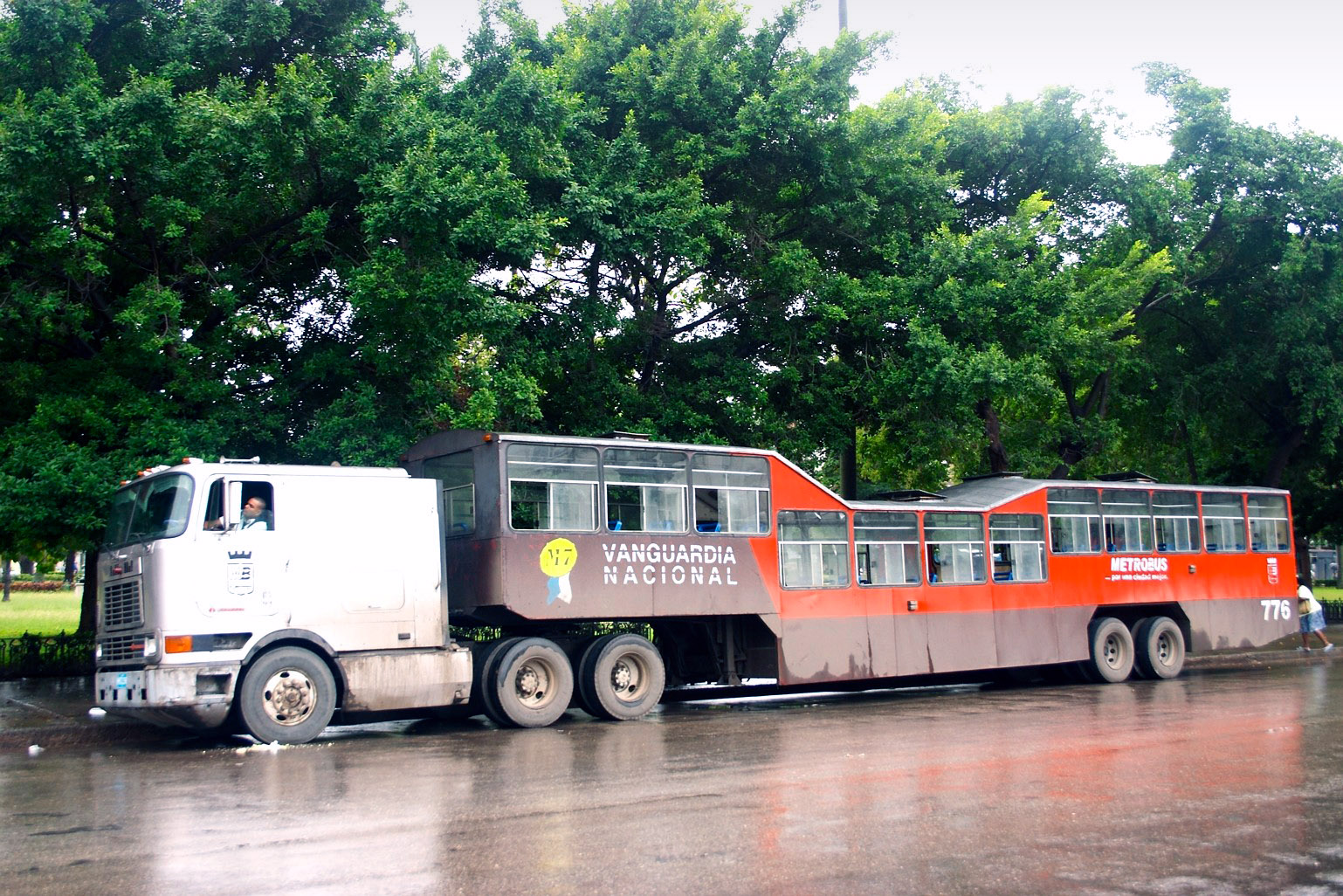
Camello-bussen i Havanna

I Havanna är det Aeropuerto Internacional José Martí, som har non-stop flyg till Europa, Afrika, Västindien, Centralamerika,  Nordamerika och Sydamerika. I Havanna finns också de militära flygplatserna i Ciudad Libertad, Aeropuerto Baracoa Baracoa och San Antonio de los Baños. Samt bussar, taxi, cocotaxi och de speciella bussarna som kallas kameler (Camello).
Med en statlig politik som inriktar sig på att privata transporter inte skall användas som grundläggande transportmedel, är kollektivtrafik det viktigaste transportmedlet i hela landet. Denna politik är nu förstärkt av behovet av att spara bränsle och skydda miljön och är en viktig del i utvecklingen av landet, framför allt eftersom Kuba är mycket beroende av importerad olja. Men transporterna är ett allvarligt problem för staden på grund av dess stora yta, hög befolkningstäthet av människor som använder kollektivtrafik och brist på bussar för att transporterna. Sedan 2006 har situationen för kollektivtrafiken i staden börjat förändras tack vare ny planering och utnyttjandet av denna tjänst, inköp av nya bussar och restaurering av vägnätet.

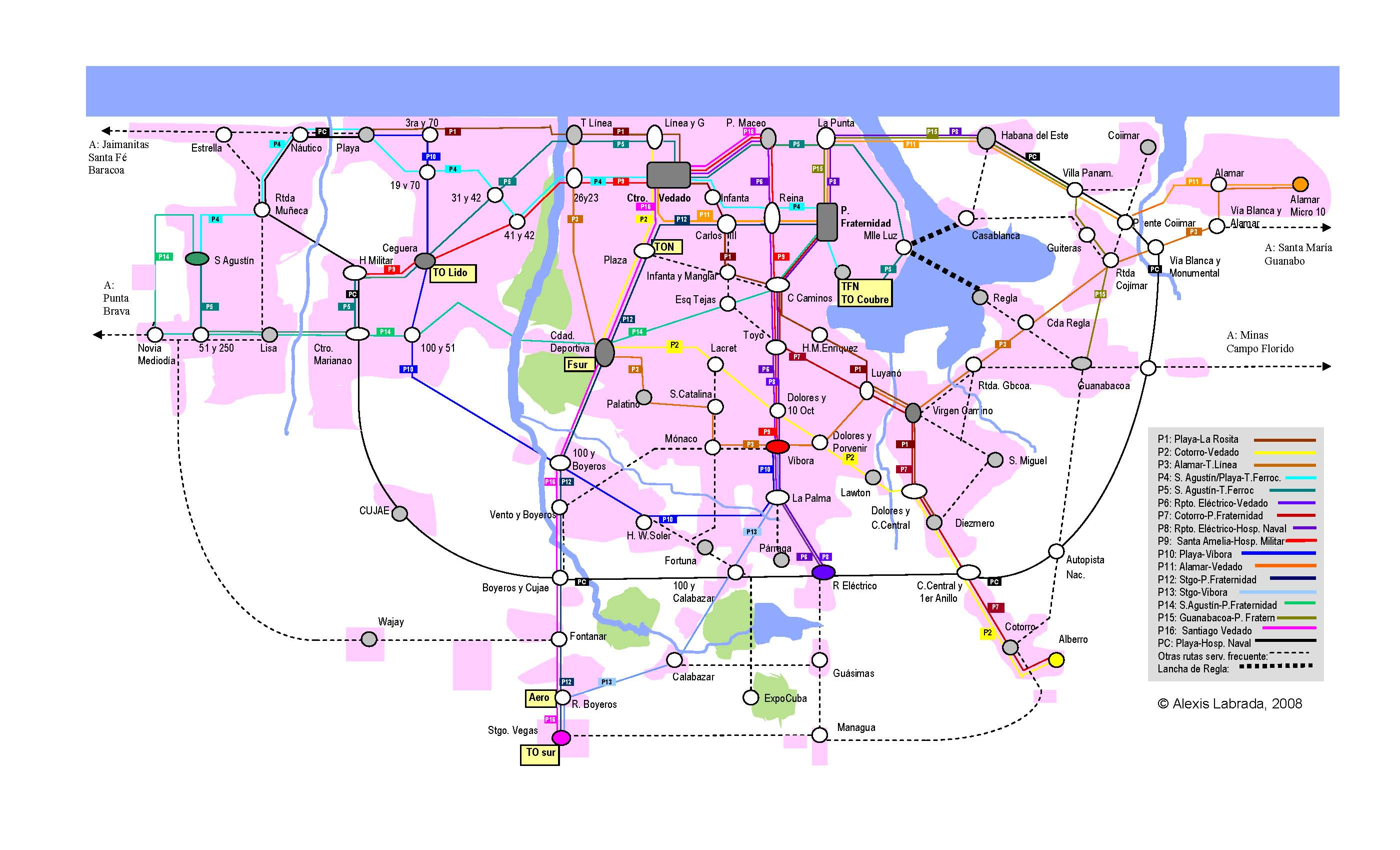
Linjekarta över de viktigaste busslinjerna.

Kollektivtrafiken i Havanna är i färd med att återhämta sig och omorganiseras efter den akuta krisen under 1990-talet. Stadstrafiken är baserad på bussar, samt två båtlinjer som passerar viken (La lanchita de Regla). Det finns två statligt ägda bussbolag, Ómnibus Metropolitanos, som omfattar ett nätverk av försörjningslinjer för kort eller medellång distans, med ett mindre flöde av passagerare och företaget Metrobús som omfattar 17 huvudlinjer, vilka identifieras med bokstaven "P", med ledbussar av hög kapacitet, av kinesisk tillverkning (Yutong), rysk tillverkning (Liaz) eller begagnade bussar av märket Mercedes-Benz. "P"-linjerna har hållplatser var 800:e till 1000:e meter och en trafikfrekvens under högtrafik på cirka 10 minuter. Priset på kollektivtrafiken är mycket låg: 40 centavos kubanska peso (CUP) som motsvarar mindre än 2 cent USD (cirka 15 öre), och är kraftigt subventionerat av staten.
Den kommersiella hamnen i Havanna på Kuba, som ligger i Havannaviken, är den största i landet, till vilken de flesta av de importerade varorna kommer och också den genom vilken huvuddelen av den nationella exporten går. I viken finns också en fiskehamn och en containerterminal för fraktgods.
Vägnätet i staden är ganska omfattande, och består av stora vägar, huvudgator och viktiga infartsvägar till staden såsom Autopista Nacional, la Carretera Central och Vía Blanca. Vägnätet har varit under utbyggnad sedan den republikanska tiden.
Via Blanca byggdes under den republikanska eran för att ansluta Havanna med Varadero och förvandla området östra Havanna till ett stort turistcentrum. Bilvägen La Autopista Nacional började byggas under den revolutionära perioden (efter 1959) och har förblivit oavslutad på grund av den ekonomiska krisen på 1990-talet. Men arbetet med byggandet av vägen har nu åter satts igång, denna viktiga väg som förbinder Havanna med resten av landet såväl åt västra som åt öster.
Några av gatorna i staden är en del av kulturarvet i staden som Calle Tacón, som består av ett kvarter med vägbeläggning av trä, och är belägen framför den Palacio de los Capitanes Generales. Denna gata har fått sitt namn efter generalkaptenen Miguel Tacón y Rosique, som lät göra trottoaren av trävirke för att bilar och hästar som passerade framför palatset inte skulle väcka honom under hans siesta eller störa honom när han arbetade på sitt kontor.
Vägnätet i staden har förfallit på grund av bristande underhåll under årens lopp, bland annat åren av ekonomisk kris som drabbades Kuba under 1990-talet. Under 2007 staden har inlett en återhämtningsplan för sitt vägnät, som en del av ett större projekt för att utveckla landets infrastruktur. Planen inkluderar en förbättrad kollektivtrafik och byggandet av tre moderna produktionsanläggningar för asfalt mellan 2008 och 2009, avsedda för en fullständig återställande av vägnätet och dess efterföljande underhåll.

## Ekonomi
Den ekonomiska utvecklingen i Havanna berodde till stor del på dess geografiska läge, som omvandlade den till en av de viktigaste kommersiella knutpunkterna i Nya världen. Från början, hittade staden en källa till rikedom i sockerindustrin och slavhandel, och senare när Kuba uppnådde sin självständighet, förändrade den sig till en berömd semesterdestination. Trots de ansträngningar som regeringen har ägnat sig åt att flytta industriproduktionen till öns alla hörn, så är Havanna fortfarande centrum för en stor del av den nationella industriproduktionen. Den traditionella sockerindustrin, som under tre århundraden har försörjt ön ekonomi och för närvarande kontrollerar tre fjärdedelar av landets export, är placerad på andra platser. Men det är i Havanna som en stor del av den lätta industrin är placerad, förpackning av köttprodukter och den kemiska industrin och läkemedelsindustrin. Andra viktiga industrier belägna i Havanna är matbearbetningsanläggningar, varv, fordonsmonteringsanläggningar, anläggningar som producerar alkoholhaltiga drycker (i synnerhet rom), textilindustri och tobaksprodukter, särskilt de berömda Habanos-cigarrerna, en produkt som är internationellt känd. Även om hamnarna i Cienfuegos och Matanzas har utvecklats under den revolutionära regeringen, fortsätter Havanna att vara den viktigaste hamnen på Kuba: 50% av importen och exporten går genom staden. Denna hamn försörjer också en stor fiskeindustri.
Efter Sovjets kollaps 1991 och det intensifierade amerikanska embargot mot Kuba, upplevde Havanna och resten av landet sin värsta ekonomiska kris sedan triumfen vid revolutionen 1959. Denna kris kallas officiellt "den speciella perioden i fredstid". Effekterna av den särskilda perioden och därav följande brist på livsmedel har gett de mest allvarliga återverkningarna i staden Havanna. Staden har en befolkning på cirka 2,5 miljoner människor (cirka en femtedel av landets totala befolkning), och är den största staden i Karibien. Förutom den minskade livsmedelsproduktionen som behövs för att försörja den kubanska huvudstaden, lider Havanna också brist på olja, som behövs för att transportera, kyla och lagra livsmedel från landsbygdens jordbruk. Havanna har varit prioriterat för det nationella livsmedelsprogrammet och ett stadsnära jordbruk har varit en av de åtgärder som vidtagits för att förbättra livsmedelsförsörjningen i staden. Sedan Sovjetunionens fall, har Kuba återigen fått fart på turistnäringen, som i dagsläget är den viktigaste ekonomiska källan för Havanna och hela Kuba.

### Turism
Innan revolutionen hade triumferat 1959 – och särskilt mellan 1915 och 1930 – var turismen en stor källa till utländsk valuta för Kuba (överträffad endast av socker och tobak) . Havanna, där det rådde en vällustig attityd till allt som var kopplat till nöje, var den mest populära destinationen i Västindien, särskilt för amerikanerna, som försökte undvika de begränsningar som införts under förbudstiden.
Efter att ha upplevt en drastisk minskning av turistflödet till ön (som orsakades främst av den stora depressionen, slutet av förbudstiden i USA och andra världskriget), började Havanna åter ta emot besökare i stort antal fram emot 1950-talet, då USA:s organiserade brottslighet drabbade en stor del av underhållningsindustrin och turismen i landet. Det var den tid då den kubanska utrikesministern kunde skryta med att Havanna spenderade lika mycket pengar på fester som varje annan större stad i världen. På den tiden var ön den mest säkra länken i kedjan av narkotikahandel som kontrolleras av maffian, vars slutdestination var USA. Å andra sidan var stadens rykte väl motiverat om att vara en destination med sensualitet and dolce vita, vilket hade gett staden smeknamnet "den Las Vegas Latino". Bara för att nämna några exempel, Meyer Lansky byggde hotell Riviera, Santo Traficante kom att styra insatserna i hotell Sevilla och ett kasino öppnades i Plaza Hotel under denna period.
Det var den traditionella unionen mellan turismen och en värld av spel och prostitution som ledde till att den revolutionära regeringen som etablerade sig 1959 såg denna sektor som ett socialt gissel som borde avskaffas helt. Många barer och spelhus stängdes efter revolutionssegern, och en ny statlig institution, det nationella institutet för turistindustrin (el Instituto Nacional de la Industria Turística), tog kontroll över många lokaler (tidigare överkomliga endast för de rika) och satte dem inom räckhåll för befolkningen.
Med försämringen av relationerna mellan Kuba och USA och införandet av ett handelsembargo mot ön 1961, bevittnade turismen en drastisk minskning och återhämtade sig inte på långa vägar till en volym liknande den som fanns före revolutionen förrän 1989. Den revolutionära regeringen i allmänhet, och Fidel Castro i synnerhet, var från början motståndare till en meningsfull utveckling av turistnäringen, och förband detta område med utsvävningar och kriminell verksamhet från förr. I slutet av 1970-talet, ändrade Castro sin ståndpunkt i denna fråga och den kubanska regeringen godkände 1982 en lag om utländska investeringar som öppnade flera sektorer, inklusive turism, för utländskt kapital.
Genom att bilda företag som fick stöd av utländska investeringar, började Kuba locka till sig utvecklingskapital för utveckling av hotellverksamhet och lyckades öka antalet turister från 130 000 (1980), 326 000 (2000) och ca 1,7 miljoner 2007.
Som ett resultat av kollapsen för Sovjetunionen och dess allierade i Östeuropa under 1989 och början av 90-talet, sjönk Kuba ner i en svår ekonomisk kris och befann sig i ett trängande behov av utländsk valuta. Lösningen blev, på nytt, att ta till turism, och den kubanska regeringen investerade betydande belopp i turistsektorn för att locka besökare till landet. Till följd av dessa stora investeringar hade 1995 turistindustrin blivit den största inkomstkällan för Kuba.

## Vänorter
| - Aten, Grekland - Belo Horizonte, Brasilien - Cádiz, Spanien - Caracas, Venezuela - Cartagena, Colombia - Coahuila, Mexiko - Constanța, Rumänien - Cuzco, Peru - Gijón, Spanien - Glasgow, Storbritannien - Istanbul, Turkiet - Madrid, Spanien | - Mobile, USA - Montréal, Kanada - Moskva, Ryssland - Oaxaca, Mexiko - Peking, Kina - Rio de Janeiro, Brasilien - Rotterdam, Nederländerna - Salvador, Brasilien - São Paulo, Brasilien - Sintra, Portugal - Teheran, Iran - Tijuana, Mexiko - Toledo, Spanien |